# Bráulio Mantovani
Bráulio Mantovani (né en juillet 1963 à São Paulo) est un scénariste et auteur brésilien.
Diplômé de l'université pontificale catholique de São Paulo en langue et littérature portugaises, il commence sa carrière en écrivant pour des groupes de théâtre en 1987. Au début des années 1990, il s'installe à New York, où il travaille comme cadreur et assistant réalisateur pour Zbigniew Rybczyński.
De retour au Brésil, il écrit le scénario du court-métrage Palace II, réalisé par Fernando Meirelles en 2001. L'année suivante, le partenariat s'étend à City of God, ce qui lui vaut une nomination aux Oscars pour le meilleur scénario adapté.

## Filmographie
- 2002 : Palais II
- 2002 : La Cité de Dieu
- 2003 : La Cité des hommes (série télévisée)
- 2005 : Nanoilusão
- 2006 : L'Année où mes parents sont partis en vacances
- 2007 : Troupe d'élite
- 2008 : Une famille brésilienne
- 2010 : Troupe d'élite 2